# 1135
| Calendário gregoriano                                                        | 1135 MCXXXV                                          |
| Ab urbe condita                                                              | 1888                                                 |
| Calendário arménio                                                           | 584 – 585                                            |
| Calendário bahá'í                                                            | -709 – -708                                          |
| Calendário budista                                                           | 1679                                                 |
| Calendário chinês                                                            | 3831 – 3832 Início a 17 de janeiro (aproximadamente) |
| Calendário copta                                                             | 851 – 852                                            |
| Calendário etíope                                                            | 1127 – 1128                                          |
| Calendários hindus - Vikram Samvat - Calendário nacional indiano - Cáli Iuga | 1190 – 1191 1056 – 1057 4235 – 4236                  |
| Calendário Holoceno                                                          | 11135                                                |
| Calendário islâmico                                                          | 529 – 530                                            |
| Calendário judaico                                                           | 4895 – 4896                                          |
| Calendário persa                                                             | 513 – 514                                            |
| Calendário rúnico                                                            | 1385                                                 |
| Calendário solar tailandês                                                   | 1678                                                 |

1135 (MCXXXV, na numeração romana) foi um ano comum do século XII do Calendário Juliano, da Era de Cristo, e a sua letra dominical foi F (52 semanas), teve início a uma terça-feira e terminou também a uma terça-feira.
No território que viria a ser o reino de Portugal estava em vigor a Era de César que já contava 1173 anos.
| Ano completo                       |
| ---------------------------------- |
| Ano comum com início à terça-feira |

## Eventos
- Estevão torna-se rei de Inglaterra no lugar de Matilde, a sucessora designada de Henrique I.
- D. Afonso VII faz-se proclamar imperador.

## Nascimentos
- Abu Iacube Iúçufe I (r. 1163–1184), califa almóada (m. 1184).
- Maimônides, filósofo e rabino judeu , em Córdova , Espanha (m. 1204).
- 4 de Agosto - Humberto III de Saboia m. 1189, foi Conde de Saboia.
- Egas Lourenço Coelho, nobre, Rico-Homem, cavaleiro medieval português e senhor da Torre de Penegate.
- Léonin, foi um compositor francês que fez parte da Escola de Notre-Dame(m.1201)

## Mortes
- 1 de Dezembro - Henrique I de Inglaterra, de intoxicação alimentar.
- Ermígio Moniz, irmão de Egas Moniz.